# 全国視能訓練士学校協会
全国視能訓練士学校協会（ぜんこくしのうくんれんしがっこうきょうかい）は、視能訓練士養成所によって結成されている団体。
略称はJATIO。2010年3月31日までは、日本視能訓練士養成施設連絡協議会と称していた。

## 活動内容
- 視能訓練士養成所間の相互の連絡、教育・研究の振興、その他本会の目的を達成するため必要な事項。

## 加盟校
- 視能訓練士養成所を参照

## 事務局
- 岐阜県岐阜市黒野180番地 平成医療短期大学 内